# Cristo Negro de San Alfonzo
El Cristo Negro de San Alfonzo, Santa Reliquia de Maracaibo, o Santo Cristo de Maracaibo es una imagen de la crucifixión de Cristo, de culto católico, ubicada en la Catedral Metropolitana de San Pedro y San Pablo de la ciudad venezolana de Maracaibo.
Se trata de una imagen tallada en madera, realizada durante la Colonia, que perteneció originalmente al poblado de San Antonio de Gibraltar, ubicado al sur del Lago de Maracaibo, sitio donde estuvo hasta su destrucción ocurrida en el año 1600, por parte de un grupo de indígenas en señal de protesta contra los conquistadores, de la cual salió la imagen del Cristo en forma ilesa.
Posteriormente, fue trasladada a Maracaibo mientras era reconstruido el pueblo, sin embargo, cuando llegó el momento de retornar la imagen a Gibraltar, los marabinos se negaron debido a la devoción que se formó en torno al Crucificado. El asunto fue resuelto por el Consejo de Indias, que decidió colocar la imagen en una embarcación sin tripulación en el Lago de Maracaibo, durante los días que el tiempo estuviera favorable hacia el sur; finalmente, la embarcación regresó a las costas de Maracaibo, siendo aquello interpretado desde entonces, como el deseo del Cristo de permanecer en esta ciudad.
Goza de gran veneración entre los fieles, siendo una de las devociones más importantes de la ciudad de gran arraigo en la fe popular, sobre todo durante la Semana Santa, alrededor de la cual giran los cultos que se desarrollan en torno a esta advocación de Cristo. Recibe el nombre de Santa Reliquia, no solo por su antigüedad, sino por ser junto a la tablita de la Virgen de Chiquinquirá de Maracaibo, las únicas devociones de la ciudad en las que se ha producido un hecho milagroso que las rodea, en este caso, la resistencia del Crucifijo ante el incendio al cual fue sometido y el retorno a la ciudad en la embarcación sin navegantes.

## Historia
A comienzos del siglo XVII, la historia registrada por el historiador zuliano Juan Bessón explica que los indígenas Quiriquires asaltaron la población de Gibraltar debido a los abusos cometidos en contra de su población por parte del encomendero Rodrigo de Argüelles. Antes del amanecer del 22 de julio de 1600, aproximadamente de 500 indios, a bordo de 140 canoas, saquearon e incendiaron el puerto y todo el pueblo de Gibraltar.
Al llegar a la iglesia, empezaron a incendiarla, que como era de palma, el fuego la devoro completamente. Intentaron incendiar al gran Cristo que se encontraba en su altar mayor, fijado en un tronco de nogal, y al ver que no se incendiaba empezaron a lanzar flechas. Cinco flechas quedaron clavadas en el crucifijo, quedando abrasado, pero no se quemó, sino que quedó ennegrecido por el humo, que es como se le ve hoy, siendo trasladado por los españoles a Maracaibo. Aunque los pocos moradores de Gibraltar que sobrevivieron quisieron retornar esta imagen a su pueblo, los pobladores de Maracaibo se negaron a entregarlo.  
El asunto fue resuelto por el Consejo de Indias y la fe del pueblo: La Sagrada imagen fue colocada en una nave sin embarcación sobre las aguas del lago de Maracaibo, para que, guiada por el viento y la fe, la sagrada imagen decidiera en que lugar quería morar, retornando milagrosamente a las costas de Maracaibo; según lo descrito por fray Pedro Simón en sus Noticias Historiales. En la Catedral de Sevilla existe un altar dedicado al Cristo Negro de Maracaibo donde se venera un cuadro pintado al óleo por el artista sevillano Joaquín Bilbao. Para el año 2007, estuvo peregrinando en los distintos templos de Maracaibo una réplica de la Santa Reliquia, que al finalizar estas peregrinaciones, fue llevada a Gibraltar, permaneciendo esta réplica de la Sagrada imagen en la actualidad en este pueblo gibraltareño. 

...descontentos por varios motivos los indios llamados “Quiriquires”, sobre todo por los malos tratos dados del encomendero Don Rodrigo de Arguelles, se confabularon con varias tribus lacustres y, en la madrugada del 22 de julio de 1600 amanecieron sobre el pueblo a la lengua de agua, más de 140 canoas en que vendrían más de 500 indios, y tomando por sorpresa el pueblo de Gibraltar, lo saquearon e incendiaron, cometiendo asesinatos y llevando un buen botín (...) y queriendo que pasara por el mismo rigor la iglesia, entraron en ella y estando unos robando los ornamentos, otros se ocupaban de flechar con flechas de punta de alesnas, un devotísimo crucifijo de bulto que estaba encima del altar, fijado a un tronco de nogal de las cuales cinco quedaron clavadas en el Santo Cristo, una en una ceja, dos en los brazos, otra en el costado y en una pierna y señalado de otras en muchas partes del cuerpo, lo ha hecho y acabado de robar lo que hallaron en ella, le pegaron fuego por ser también de palmicha, como los demás del pueblo, se abrazó y cayó ardiendo gran parte sobre la cubierta del Cristo, pero de ninguna manera se quemó ni el cuerpo ni la cruz donde estaba, pero si se quemó el altar junto con el tronco donde estaban, quedando la imagen levitada. Esto provocó fe y piedad los indios lo llamaban “El Cristo de los Milagros”...
Reseña de Fray Pedro Simón